# Ледерер, Серена
Серена Ле́дерер (нем. Serena Lederer, венг. Szeréna Lederer, урожд. Пулитцер (Pulitzer); 20 мая 1867, Пешт, Пешт — 27 марта 1943, Будапешт) — супруга австрийского промышленника Августа Ледерера, близкая подруга Густава Климта, подвигшая мужа на создание коллекции произведений художника.

## Биография
Серена происходила из богатой еврейской семьи, приходилась родственницей американскому журналисту и издателю Джозефу Пулитцеру и в юности была признанной красавицей. В австрийской столице Серена считалась самой изысканно одетой венкой. Густав Климт запечатлел юную красавицу Серену Пулитцер рядом с её дядей Зигмундом и его женой Тинкой Пулитцер в ложе на третьем ярусе среди представителей избранного венского общества на своей гуаши «Зрительный зал в старом Бургтеатре». Всю свою жизнь она поддерживала свой имидж и манеры гранд-дамы. 5 июня 1892 года Серена в Пеште вышла замуж за промышленника Августа Ледерера. В их семье родилось трое детей: Фриц, Эрих и Элизабет. Ледереры проживали в Дьёре, Вене и Вайдлингау. В их венской квартире под собрание произведений Климта была отведена отдельная комната. В 1899 году Климт написал портрет Серены, положивший начало их близким дружеским отношениям, а позднее ещё два портрета — дочери Ледереров Элизабет Бахофен фон Эхт, матери Серены Шарлотты Пулитцер, а также племянницы Рии Мунк, дочери сестры Аранки. На портрете, в котором усматривается влияние «Симфонии в белом» Джеймса Уистлера, Серена изображена в элегантном белом наряде модного силуэта реформенного платья из плиссированной ткани.
В неопубликованных записях дочери Серены Элизабет климтовед Тобиас Наттер обнаружил забавную историю о том, как Климт, которого она называла дядей, работал над её портретом. Несколько месяцев Климт готовил эскизы для портрета Элизабет в самых разных позах и при этом ругался так, что «было одно удовольствие его слушать». Он бросался карандашом и громко заявлял, что вообще не стоит писать людей, которые «стоят слишком близко». Появлявшаяся Серена не привносила в эту горячую обстановку необходимого спокойствия: дискуссии наоборот ужесточались, потому что она критиковала и позу дочери, и выбранный наряд. В особо острые моменты Климт великолепным глубоким басом орал: «Я буду писать мою девчонку так, как мне нравится, и закончим на этом». Работа над портретом продолжалась три года, пока однажды в 1916 году Серена волевым решением не вывезла картину из мастерской домой. Она уже привыкла к недовольству художника своими работами.
Серена Ледерер в течение нескольких лет брала у Климта уроки рисования. Она позволяла Климту выбрать в своём гардеробе наряды для моделей его картин, например, для «Шуберта за клавиром». По рекомендации Климта в 1912 году в доме Ледереров стал появляться особо нуждавшийся в материальной поддержке Эгон Шиле, хотя и не нравившийся Серене, но сдружившийся с её младшим сыном Эрихом. Считается, что именно Серена Ледерер всячески способствовала созданию художественной коллекции Ледереров. Она продолжила коллекционировать Климта и после его смерти, выкупив целиком выставку графики Климта из 200 рисунков, подготовленную Густавом Небехаем в 1918 году. Вскоре после аншлюса Австрии художественную коллекцию Ледереров «во избежание незаконного вывоза» конфисковали и позднее национализировали. Большая часть коллекции в 1945 году погибла при пожаре в замке Иммендорф.
В 1940 году вдовствовавшую Серену Ледерер вынудили покинуть свой венский дом. О последних годах её жизни ничего не известно. Благодаря сделанному под присягой заявлению Серены Ледерер и свидетельствам друзей её дочери Элизабет Бахофен фон Эхт удалось официально доказать своё внебрачное происхождение и отцовство Густава Климта, тем самым избежать депортации и обеспечить себе выживание, значась, в отличие от братьев, полуеврейкой. Сыновьям Серены Фрицу и Эриху удалось эмигрировать. На аукционе в 1948 году внезапно появились портреты Серены Ледерер и её дочери, которые по реституции были переданы Эриху Ледереру и хранятся в настоящее время в Нью-Йорке.